# Botifarrada
La botifarrada és un àpat comunitari en el que un grup de gent es reuneix per cuinar i menjar botifarres a la brasa, entre d'altres aliments.
El convit pot ser privat entre un grup d'amics o família o obert a tothom, en cas de ser promogut per una administració o entitat.
La història d'aquest àpat està relacionada amb la festa de Carnaval, època en la qual solien celebrar-se menjars populars que tenien com a ingredients bàsics el porc i els ous.
Tot i això, en l'actualitat a Catalunya és costum fer la botifarrada en qualsevol moment de l'any per passar una bona estona tots plegats xerrant, menjant i bevent.

## Història
Com altres menjades col·lectives, les botifarrades eren obertes a tothom, vilatans i forasters. En el passat, se celebraven per obsequiar els pobres locals o de la contrada i els gitanos, coincidint amb la pre-Quaresma o altres festes assenyalades. Podria ser, doncs, que ja se celebressin durant l'edat mitjana. Malgrat tot, no s'ha trobat cap documentació que avali aquesta hipòtesi. Actualment són un acte lúdic, en el qual participen veïns, forasters i, fins i tot, turistes i han perdut el caràcter assistencial.
Algunes d'aquestes festes es van prohibir durant la dictadura franquista perquè coincidien amb el Carnaval, que no es podia celebrar. Per aquest motiu, el consum i la producció de la botifarra d'ou va patir un descens, que es va recuperar de manera notable a partir de la dècada dels vuitanta. En alguns casos, les comissions de festes van haver de lluitar i realitzar diferents gestions amb el Govern Civil perquè els donessin els permisos necessaris per reiniciar la tradició.

## Botifarrades populars
A la de la Festa Major de Gràcia s'organitza una gran botifarrada.